# 砂方漁港
砂方漁港（すながたぎょこう）は、京都府京丹後市丹後町砂方にある港。漁港漁場整備法（昭和25年5月2日法律第137号）第1章第5条に規定する第1種漁港である。

## 概要
- 所在地 - 京都府京丹後市丹後町砂方
- 管理者 - 京丹後市
- 漁業協同組合 - 京都府漁業協同組合
- 組合員数 -
- 漁港番号 - 3010230

## 沿革
- 古くから砂方は浅海漁業が盛んだった[1]。
- 1953年（昭和28年）2月12日 - 第1種漁港に指定[2]。
- 1958年（昭和33年） - 沖防波堤（54.5m）を築造[1]。
- 1964年（昭和39年） - 東防波堤（41.2m）を築造[1]。
- 1972年（昭和47年） - 西防波堤（17.5m）を築造[1]。

## 主な魚種
- ワカメ[2]
- ウニ[2]
- サザエ[2]

## 主な漁業
- 採貝藻漁業